# Dalcio Giovagnoli
Dalcio Víctor Giovagnoli Barros (Álvarez, Santa Fe, 5 de junio de 1963) es un exfutbolista y entrenador de fútbol argentino. Actualmente sin club. Sus principales logros los obtuvo fuera de su país.

## Trayectoria

### Como jugador
Como futbolista, jugaba de defensor y desarrolló la mayor parte de su carrera profesional en Newell's Old Boys durante la década de 1980. También jugó en Instituto Atlético Central Córdoba, Club Atlético Nueva Chicago y Club Atlético Central Córdoba.

### Como técnico
Desde 1996 es entrenador de fútbol, empezando su carrera como técnico en el Club Renato Cesarini y  continuándola en el Guabirá de la Primera División Boliviana. Tras conseguir hacer una buena campaña en aquel país, llegando incluso a dirigir la Selección de fútbol de Bolivia en 2003, tras haber ganado títulos locales con el Club Jorge Wilstermann y Oriente Petrolero.
Dirigió en varios clubes de Argentina como Atlético Club San Martín de Mendoza, Comisión de Actividades Infantiles, Club Atlético Chacarita Juniors, Club Atlético Tiro Federal Argentino, Club Atlético Aldosivi, Club Atlético Belgrano, Club Ferro Carril Oeste y varios clubes del exterior como Club Deportivo Cuenca (Ecuador), Club Sol de América.
Tras haber fracasado en el combinado altiplánico, Giovagnoli no volvió a dirigir en aquellas tierras hasta enero de 2011, en donde firmó un contrato con el Real Potosí. Sin embargo, a mediados de año, se desvinculó del club de Potosí, firmando posteriormente por el Guillermo Brown de Puerto Madryn la misma temporada.

#### Rangers
Tras otra desvinculación dentro de su carrera como técnico, el día 27 de marzo de 2012, el sitio web en línea Cooperativa.cl confirmó su contratación de parte de Rangers para dirigir al club en el Torneo Apertura de Chile, reemplazando a Gabriel Perrone. Durante el torneo de apertura no logra dar con la fórmula necesaria, haciendo un pálido campeonato y no clasificando a Playoffs. Sin embargo, en el clausura la situación sería revertida. Luego de pelear por la punta durante gran parte del torneo, logra clasificar a playoffs, en dicha etapa queda muy cerca del título, sin embargo es eliminado en semifinales por Huachipato. Posteriormente se anunciaría su renovación en el cuadro "rojinegro", sin embargo el equipo sería desarmado casi en su totalidad, incluyendo en dicha situación a las principales figuras del plantel, lo que le dificultaría el desarrollo de un buen campeonato. El 23 de septiembre de 2013, y en respuesta a los malos resultados obtenidos, se anuncia su salida del equipo "piducano".

#### Cobresal
En octubre de 2014 arriba al campamento minero de El Salvador con la misión de mantener a Cobresal en la Primera División del fútbol chileno; sin embargo con el correr de las fechas del torneo Clausura 2015 el equipo logra una magnífica campaña lo que obliga a cambiar el objetivo principal de mantener la categoría por luchar el título de campeón, objetivo que se logra el 26 de abril de 2015 tras ganar como local a Barnechea FC por 3 goles a 2, transformándose así en el entrenador más exitoso del cuadro albinaranja en la historia.Obtenido el título, no renueva su contrato.
Sin embargo, en diciembre de 2015 regresa al banco salvadoreño, de cara a la temporada 2016.A fines de 2016, se anunció que su contrato no será renovado.

#### Deportes Temuco
En febrero de 2017, luego de la renuncia de Luis Landeros, toma el mando de Deportes Temuco, con solo una victoria en las primeras tres fechas del Clausura 2017. En doce partidos, el equipo albiverde dirigido por Giovagnoli consigue 19 puntos más, rematando el torneo en la novena posición. El segundo semestre del 2017, Temuco tuvo mejores resultados en el Transición 2017, alcanzando el sexto lugar del torneo y clasificando al equipo a la Copa Sudamericana 2018, esta es una ocasión histórica para el equipo, ya que nunca había clasificado para una competición internacional.
Para el año 2018, el equipo hace su debut en una competencia internacional, logrando avanzar de ronda ante el cuadro venezolano Estudiantes de Mérida; pero el pobre desempeño en el torneo local lleva a la dirección del equipo a desvincular a Giovagnoli en la fecha 15, dejando a Temuco en la decimotercera posición de dieciséis equipos.

#### Curicó Unido
Tras la abrupta salida de Jaime Vera, el día 28 de enero de 2019, es anunciado como el nuevo director técnico del club por toda la temporada 2019. Con un desempeño que tenía al club en la duodécima posición de dieciséis equipos, Giovagnoli fue desvinculado del club en octubre del mismo año.

#### O'Higgins
En octubre de 2020, asume como entrenador de O'Higgins, equipo que iba antepenúltimo en el campeonato nacional al momento de su llegada, en la fecha 16. Gracias a una buena gestión, puso el cuadro celeste en la pelea por la clasificación a la Copa Sudamericana 2021, sin lograr dicho objetivo. Se fue en agosto de 2021 por malos resultados.

#### Rangers
El 1 de diciembre de 2022 vuelve a Rangers , siendo la primera vez que disputará el torneo de Primera B de Chile.Después de una seguidilla de malos resultados y con el club en una profunda crisis a nivel deportivo, renuncia a la banca del club rojinegro en agosto de 2023.

#### Cobreloa
El 26 de mayo de 2024 es anunciado como el nuevo adiestrador de Cobreloa de la Primera División chilena, siendo cesado el 30 de Septiembre tras los malos resultados y quedando el equipo en los últimos lugares, Finalmente Descendiendo a la Primera B
Gualberto Villarroel
El 16 de enero de 2025, se Anuncia Su Llegada al Club Gualberto Villarroel De la Primera División de Bolivia, Volviendo a Dirigir en ese país después de 14 Años.

## Clubes

### Como jugador
| Club              | País      | Año       |
| ----------------- | --------- | --------- |
| Newell's Old Boys | Argentina | 1983-1989 |
| Instituto         | Argentina | 1990-1991 |
| Nueva Chicago     | Argentina | 1992-1993 |
| Central Córdoba   | Argentina | 1994      |

### Como técnico
| Club                    | País      | Año       | PJ          | PG          | PE          | PP          | Efectividad |
| ----------------------- | --------- | --------- | ----------- | ----------- | ----------- | ----------- | ----------- |
| Renato Cesarini         | Argentina | 1996      | Desconocido | Desconocido | Desconocido | Desconocido | Desconocido |
| Guabirá                 | Bolivia   | 1997      | 24          | 10          | 6           | 8           | 50%         |
| Jorge Wilstermann       | Bolivia   | 1998      | 44          | 25          | 9           | 10          | 63.64%      |
| San Martín de San Juan  | Argentina | 1999      | 18          | 5           | 6           | 7           | 38.89%      |
| Oriente Petrolero       | Bolivia   | 1999      | 12          | 4           | 4           | 4           | 44.44%      |
| Central Córdoba         | Argentina | 2000      | 46          | 17          | 12          | 17          | 45.66%      |
| Oriente Petrolero       | Bolivia   | 2001      | 27          | 14          | 5           | 8           | 58.02%      |
| Deportivo Cuenca        | Ecuador   | 2002      | 18          | 6           | 5           | 7           | 42.59%      |
| Jorge Wilstermann       | Bolivia   | 2002-2003 | 44          | 19          | 14          | 11          | 53.79%      |
| Selección de Bolivia    | Bolivia   | 2003      | 1           | 0           | 0           | 1           | 0%          |
| San Martin de Mendoza   | Argentina | 2003-2004 | 38          | 22          | 4           | 12          | 61.4%       |
| CAI                     | Argentina | 2004-2006 | 76          | 26          | 27          | 23          | 46.05%      |
| Aldosivi                | Argentina | 2006      | 19          | 6           | 6           | 7           | 42.11%      |
| Tiro Federal            | Argentina | 2007      | 19          | 4           | 8           | 7           | 35.09%      |
| Chacarita Juniors       | Argentina | 2008      | 18          | 9           | 7           | 2           | 62.96%      |
| Belgrano                | Argentina | 2009      | 40          | 15          | 10          | 15          | 45.83%      |
| Ferro Carril Oeste      | Argentina | 2010      | 10          | 1           | 3           | 6           | 20%         |
| Sol de América          | Paraguay  | 2010      | 22          | 5           | 5           | 12          | 30.31%      |
| Real Potosí             | Bolivia   | 2011      | 22          | 11          | 5           | 6           | 57.58%      |
| Guillermo Brown         | Argentina | 2011-2012 | 19          | 5           | 5           | 9           | 35.09%      |
| Rangers                 | Chile     | 2012-2013 | 79          | 27          | 22          | 30          | 43.46%      |
| Sportivo Belgrano       | Argentina | 2014      | 12          | 2           | 4           | 6           | 27.78%      |
| Cobresal                | Chile     | 2014-2015 | 22          | 13          | 4           | 5           | 65.15%      |
| Cobresal                | Chile     | 2016      | 32          | 8           | 9           | 15          | 34.38%      |
| Deportes Temuco         | Chile     | 2017-2018 | 46          | 13          | 19          | 14          | 42.03%      |
| Curicó Unido            | Chile     | 2019      | 25          | 7           | 8           | 10          | 38.67%      |
| O'Higgins               | Chile     | 2020-2021 | 38          | 14          | 16          | 8           | 50.88%      |
| Rangers                 | Chile     | 2023      | 26          | 9           | 4           | 13          | 39.75%      |
| Cobreloa                | Chile     | 2024      | 17          | 5           | 2           | 10          | 33.33%      |
| Gualberto Villarroel SJ | Bolivia   | 2025      | 8           | 3           | 1           | 4           | 41.67%      |
| Total                   | Total     | Total     | 822         | 305         | 230         | 286         | 46.43%      |

## Palmarés

### Como entrenador

#### Campeonatos nacionales
| Título           | Club     | País  | Año    |
| ---------------- | -------- | ----- | ------ |
| Primera División | Cobresal | Chile | 2015-C |